# 井桁堂
井桁堂（いげたどう）は、愛知県豊田市に本社を置く菓子メーカー。2004年（平成16年）に土産菓子の製造会社「名古屋フランスcorp」を設立し、その後、アーモンドの専門ブランド「アーモンドライフ」「アーモンドマイスター」などを誕生させた。元々は日進市に本社があったが、2021年（令和3年）に関連会社とともに豊田市に拠点を移した。

## 概要

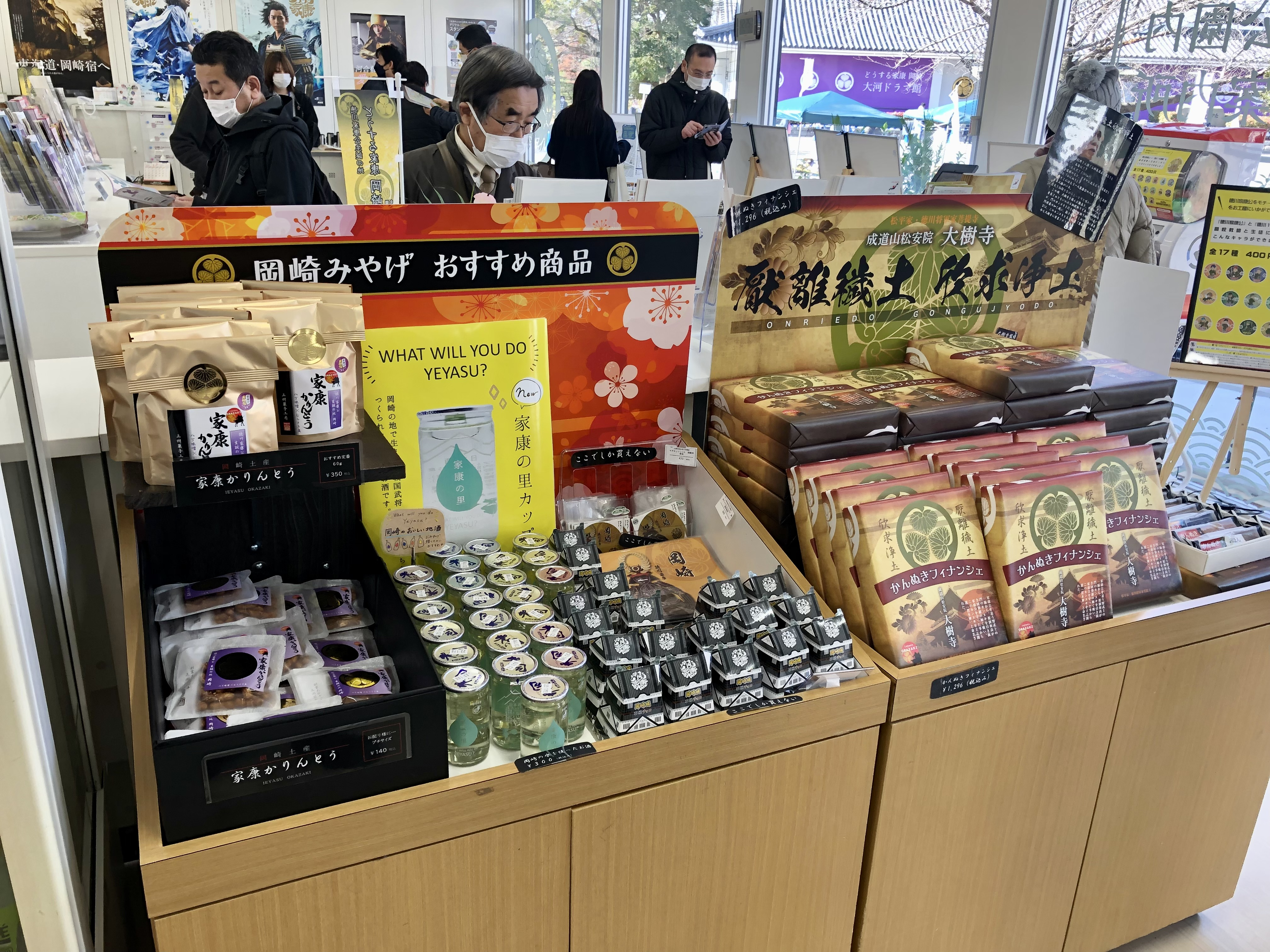
岡崎公園のみやげ店で売られている徳川家康にちなんだ土産菓子。岡崎市から委託を受け、「成道山松安院大樹寺 かんぬきフィナンシェ」の製造を行っている。

1974年（昭和49年）に創業。1976年（昭和51年）に販売部門である株式会社ハートリーを設立。1986年（昭和61年）に井桁堂株式会社として法人化した。
元々は和菓子を中心に製造していたが、2001年（平成13年）に愛知県日進市藤枝町に本社と工場を創設したことをきっかけとして、洋菓子も手掛けるようになった。2004年（平成16年）、名古屋フランスcorpを設立。
2018年（平成30年）、専門ブランド「アーモンドライフ」を作った。さらに「アーモンドスイーツの魅力を日本中に伝えたい」との思いから、2019年（令和元年）に低温ロースト製法と自家挽きにこだわるブランド「アーモンドマイスター」を作った。同ブランドはECサイトの口コミで広がり、2020年（令和2年）からは東京や神戸の百貨店などに不定期でポップアップストアを出店した。2021年（令和3年）には東京都内第1号店が、大田区グランデュオ蒲田に誕生した。
2021年（令和3年）1月15日、井桁堂は、株式会社ハートリー、名古屋フランスcorpとともに本社を日進市から豊田市高岡町に移転した。
土産菓子にも注力。2023年（令和5年）、徳川家康の生誕地である岡崎市では、大河ドラマ『どうする家康』の放映にあわせて、岡崎公園内の三河武士のやかた家康館が大河ドラマ館として生まれ変わり、「観光みやげ店 おかざき屋」が移転新築するなど、大規模な整備が行われた。井桁堂は、みやげ店で新たに売られ始めた「成道山松安院大樹寺 かんぬきフィナンシェ」の製造を行っている。